# Площівський заказник
Пло́щівський заказник — гідрологічний заказник місцевого значення. Об'єкт розташований на території Лисянського району Черкаської області, квартал 6, виділ 1 Почапинської виробничої дільниці Лисянського лісництва.
Площа — 1,1 га, статус отриманий 28 листопада 1979 року.